# Ablakon
Pour plus de détails, voir Fiche technique et Distribution.
Ablakon est un film ivoirien réalisé par Roger Gnoan M'Bala, sorti en 1986,,.

## Synopsis
Une ville avec ses problèmes. Une bande d’enfants de la rue vit d’expédients et se débrouille avec fierté. La police les poursuit nuit et jour. Ils sont énergiques, débrouillards et pleins de vitalité. Rejetés par leurs parents et le monde en général, ils se sentent fortement solidaires,. Ablakon est un personnage d’autre facture. Un délinquant adulte et un escroc. Affichant la pose d’un homme d’affaires prospère, il a trompé une quantité de gens. Voila qu’il retourne au village avec un complice pour persuader les crédules des attraits de la vie en ville. Éblouis par son comportement extravagant plusieurs jeunes le suivent. Mais ils comprendront vite leur erreur.

## Fiche technique
- Titre : Ablakon
- Réalisation : Roger Gnoan M'Bala[5]
- Production : Roger Gnoan M'Bala
- Photographie : Paul Kodjo
- Pays d'origine : Côte d'Ivoire[3]
- Format : Couleurs
- Genre : Comédie dramatique[4],[3]
- Durée : 90 minutes[4],[3]
- Date de sortie : 3 décembre 1986

## Distribution
- Marfilmes
- Mathieu Attawa[1],[3]
- Kodjo Eboucle[1],[2],[3]
- Joël Okou[1],[2]
- Bienvenu Neba